# Tried and True (Clay Aiken)
Tried and True è il quinto album in studio del cantante statunitense Clay Aiken, pubblicato nel 2010. Si tratta di un disco di cover di canzoni degli anni '50 e '60.

## Tracce
Edizione standard
1. Can't Take My Eyes Off You (Bob Crewe, Bob Gaudio) - 3:18
2. What Kind of Fool Am I? (featuring David Sanborn)  (Leslie Bricusse, Anthony Newley) - 3:31
3. It's Only Make Believe (Jack Nance, Conway Twitty) - 3:13
4. Misty (Johnny Burke, Erroll Garner) - 4:18
5. Mack the Knife (Kurt Weill, Bertolt Brecht, Marc Blitzstein) - 3:21
6. It's Impossible (Armando Manzanero, Sid Wayne) - 4:02
7. Unchained Melody (Alex North, Hy Zaret) - 4:51
8. Suspicious Minds (Mark James) - 3:49
9. Crying (con Linda Eder) (Joe Melson, Roy Orbison) - 4:05
10. There's a Kind of Hush (Les Reed, Geoff Stephens) - 3:00
11. Moon River (featuring Vince Gill) (Henry Mancini, Johnny Mercer) - 4:11

Tracce bonus Edizione deluxe
1. Who's Sorry Now? (Bert Kalmar, Harry Ruby, Ted Snyder) - 3:47
2. Breaking Up Is Hard To Do (Neil Sedaka, Howard Greenfield) - 2:58